# 上流寺 (宁乡市)
上流寺坐落在湖南省长沙市宁乡市青山桥镇，是一所汉传佛教大乘佛教寺院。

## 沿革
上流寺始建于清朝（1644年–1911年）。
民国（1911年–1949年）初期，在新文化运动中，佛寺被占用，最后一任方丈瞌揖不得已逃到南岳坪佛祖山隐居。上流寺开始被用作缝纫学校，后来作为宁乡县立第五高小。1939年，上流乡设立后，上流寺为乡镇府办公地。后来又被作为上流乡中心国民学校。

## 图库

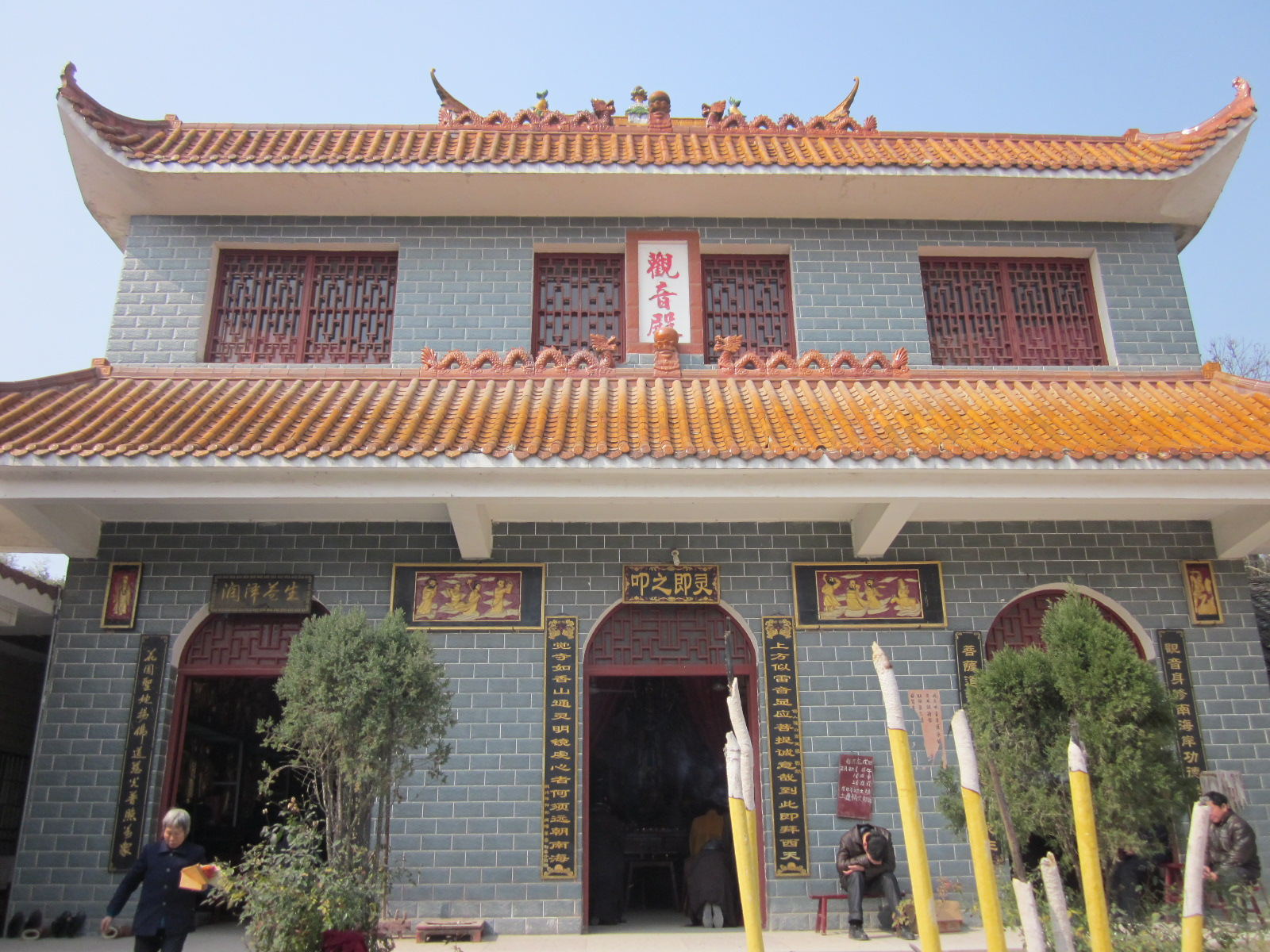
上流寺观音殿。
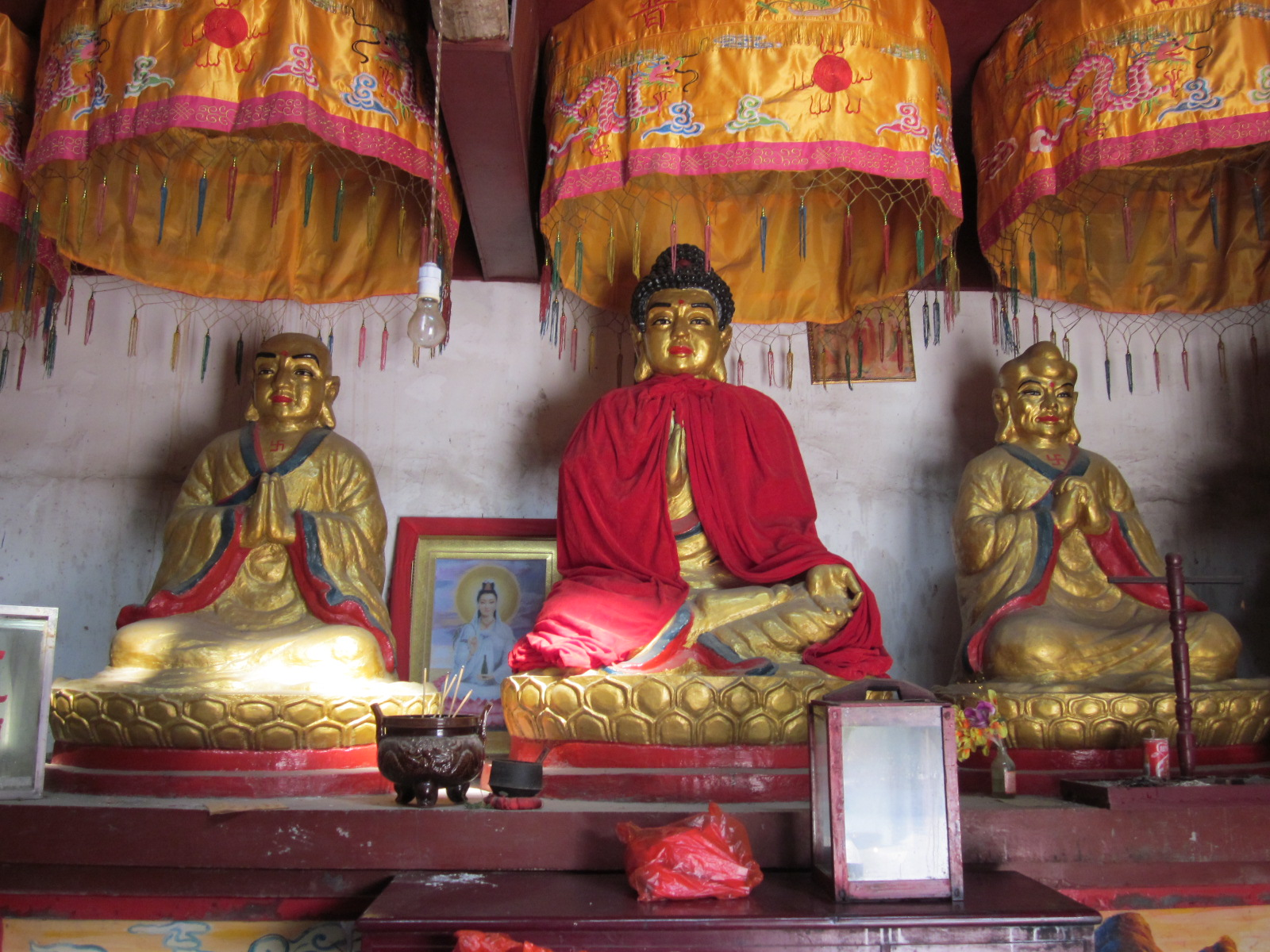
上流寺大雄宝殿佛像。
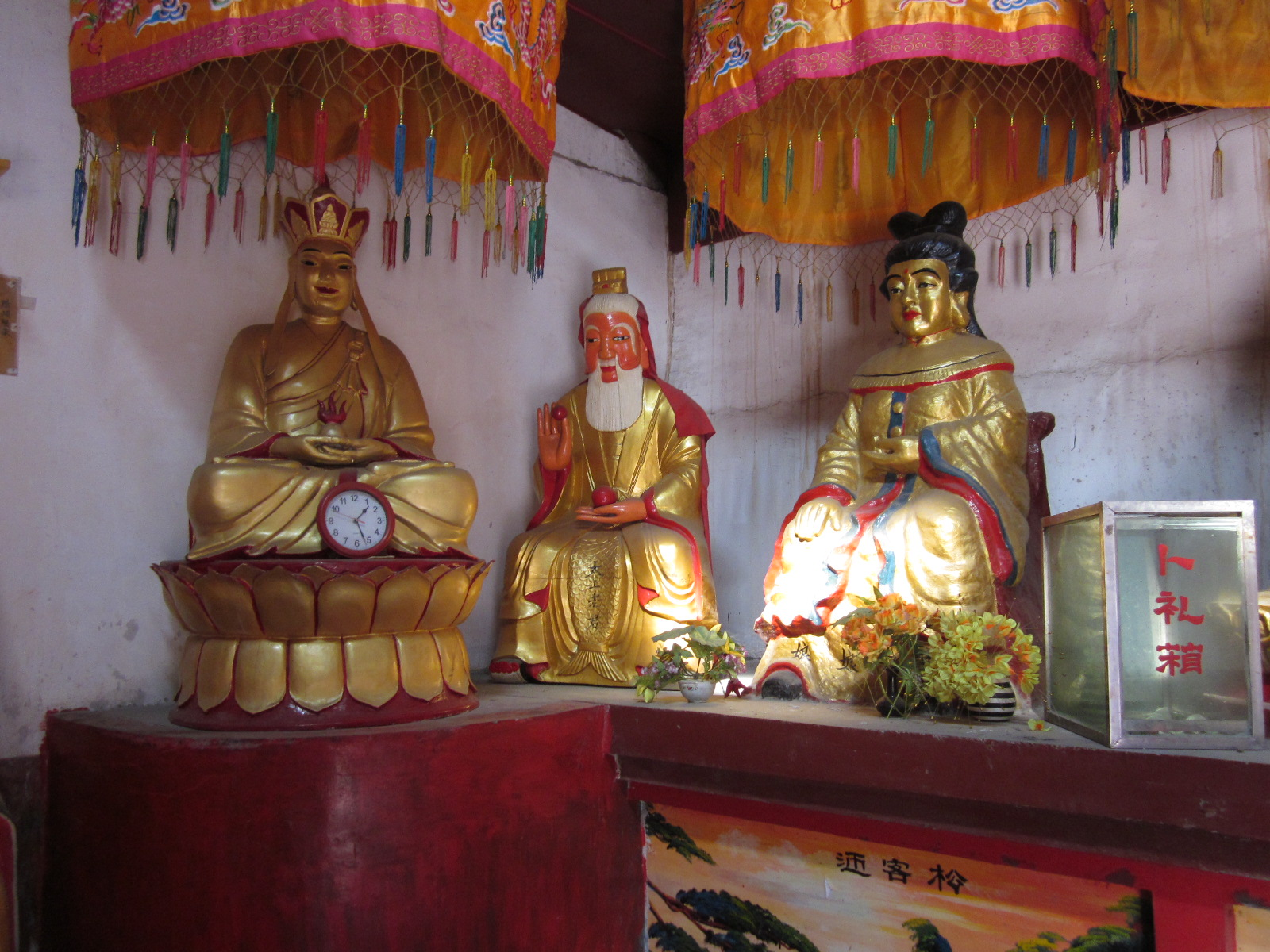
上流寺大雄宝殿佛像。
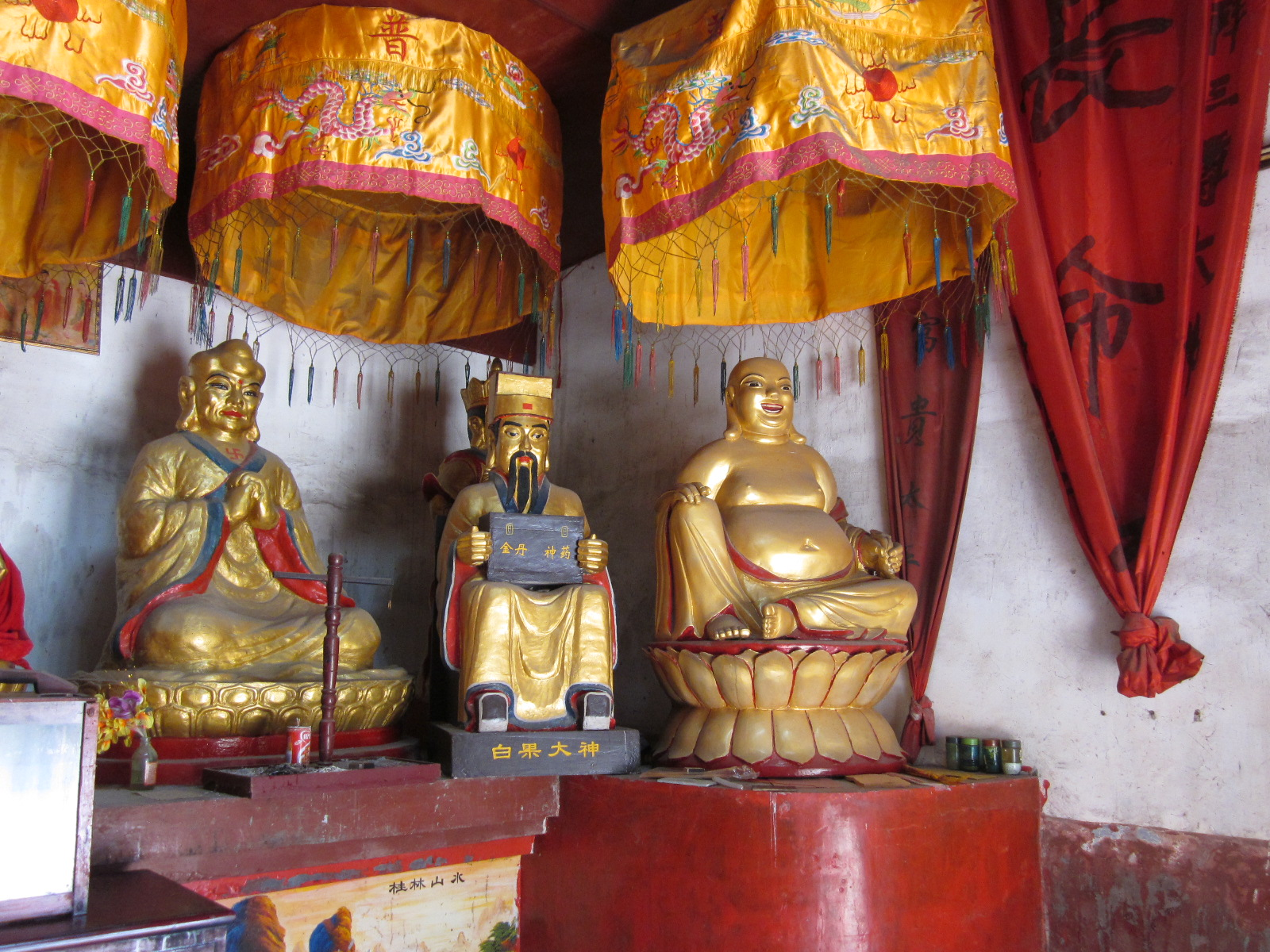
上流寺大雄宝殿佛像。